# フェブキソスタット
フェブキソスタット（Febuxostat、開発コードTMX-67）は、非プリン型のキサンチンオキシダーゼ阻害薬である。痛風、高尿酸血症、またはがん化学療法に伴う高尿酸血症の治療薬として帝人ファーマが開発した。欧州、米国などに続いて、日本でもフェブリクとして2011年1月に承認された。2022年6月からは帝人ファーマ以外の各社による後発医薬品（ジェネリック）も薬価収載されている。尿酸産生を抑制し、痛風発作を予防する。

## 作用機序
キサンチンオキシダーゼは体内で尿酸を生成する酵素の一つであり、この働きを阻害することで尿酸値を低下させる。先行薬であるアロプリノールとの比較臨床試験の結果、フェブキソスタットはアロプリノールより強い尿酸値低下作用を示した。痛風発作と痛風結節面積に対する抑制作用は同程度であった。

## 禁忌
メルカプトプリンまたはアザチオプリンの代謝酵素であるキサンチンオキシダーゼを阻害して骨髄抑制等の副作用を増強する可能性があるので、併用は禁忌である。

## 副作用
重大な副作用として添付文書に記載されているものは、AST（GOT）、ALT（GPT）等の上昇を伴う肝機能障害と全身性皮疹、発疹等の過敏症である。発現頻度はいずれも不明である。

## 評価
フェブキソスタットでは、ステージ3のCKDを伴う高尿酸血症患者を対象に、腎機能低下抑制効果の検証を目的とした2年間の薬剤投与によるプラセボ対照二重盲検比較試験（FEATHER study）が実施されており、主要評価項目である推算糸球体濾過量（eGFR）の1年あたりの変化量に、プラセボと比較して有意差がみられなかったことが学会で発表されている。

### 心疾患のリスク
2019年に、フェブキソスタットがアロプリノールと比べて心疾患死のリスクが高いとの報道が見られた。ところが、2020年のシステマティックレビューでは、エビデンスの質は低いとしているものの、フェブキソスタットは痛風や高尿酸血症の患者の心疾患死を統計学的に有意に上昇させないとの報告があった
。
また、2021年のシステマティックレビューで、フェブキソスタットは、同じ高尿酸血症の治療薬であるアロプリノールと比べて、心血行再建手術や心発作のリスクを下げるとの報告が出た。心臓死や致死的でない心筋梗塞のリスクに関しては、アロプリノールと比較して統計学的に有意差がなかった。
ただし、2022年のシステマティックレビューでは、動脈硬化のない、心臓病の既往歴のある患者においては、フェブキソスタットと比べてアロプリノールがわずかに致死率を下回ったとの報告も存在する。

## 販売
- 日本：帝人ファーマが販売（商品名フェブリク）。2023年現在は後発医薬品も各社から販売されている。
- 米国：武田薬品工業子会社が販売（商品名：Uloric）。
- 欧州：イプセン社が販売（商品名：Adenuric）。
- 台湾：アステラス製薬が販売。